# Grace Zabriskie
Grace Zabriskie (New Orleans, 17 maggio 1941) è un'attrice statunitense, attiva sia in ambito cinematografico che televisivo e attrice feticcio di David Lynch.

## Biografia
Suo padre aprì un bar chiamato Lafitte's Blacksmith Shop e successivamente ne aprì un altro di nome Lafitte's in Exile. Grace Zabriskie ricorda che quando era bambina il caffè era frequentato da personaggi quali Tennessee Williams, Truman Capote e Gore Vidal.

## Carriera
Dopo il debutto nel cinema nel 1979 col film Norma Rae, Grace Zabriskie partecipò a svariati altri film tra cui, nel 1989, Drugstore Cowboy di Gus Van Sant, nel 1991 Pomodori verdi fritti alla fermata del treno e nel 1995 Sinistre ossessioni.
Tuttavia deve la sua fama principalmente alla sua carriera televisiva. Dopo essere comparsa nella soap opera Santa Barbara, rivestì un ruolo importante nel telefilm I segreti di Twin Peaks di David Lynch e nel suo prequel Fuoco cammina con me, interpretando Sarah Palmer, la madre della defunta Laura Palmer. Aveva già lavorato con Lynch nel film Cuore selvaggio (interpretando la gemella di un personaggio interpretato da Isabella Rossellini, più giovane di lei di undici anni).
Successivamente ha lavorato nel film The Grudge interpretando una vecchia sensitiva e poi, di nuovo con Lynch, nel recente Inland Empire - L'impero della mente dove interpreta un'inquietante vicina di casa della protagonista.

## Filmografia

### Cinema
- They Went That-A-Way & That-A-Way, regia di Stuart E. McGowan e Edward Montagne (1978)
- Norma Rae, regia di Martin Ritt (1979)
- The Private Eyes, regia di Lang Elliott (1980)
- Il pianeta del terrore (Galaxy of Terror), regia di Bruce D. Clark (1981)
- Ufficiale e gentiluomo (An Officer and a Gentleman), regia di Taylor Hackford (1982)
- Nickel Mountain, regia di Drew Denbaum (1984)
- Body Rock, regia di Marcelo Epstein (1984)
- The Big Easy, regia di Jim McBride (1986)
- Assassino senza colpa? (Rampage), regia di William Friedkin (1987)
- Leonard salverà il mondo (Leonard Part 6), regia di Paul Weiland (1987)
- Cocaina (The Boost), regia di Harold Becker (1988)
- Trancers: City of Lost Angels, regia di Charles Band – cortometraggio (1988)
- Pulse Pounders, regia di Charles Band (1988)
- Drugstore Cowboy, regia di Gus Van Sant (1989)
- Cuore selvaggio (Wild at Heart), regia di David Lynch (1990)
- Megaville, regia di Peter Lehner (1990)
- La bambola assassina 2 (Child's Play 2), regia di John Lafia (1990)
- Joey deve fuggire (Servants of Twilight), regia di Jeffrey Obrow (1991)
- Ambition, regia di Scott D. Goldstein (1991)
- Belli e dannati (My Own Private Idaho), regia di Gus Van Sant (1991)
- Pomodori verdi fritti alla fermata del treno (Fried Green Tomatoes), regia di Jon Avnet (1991)
- Vita di cristallo (The Waterdance), regia di Neal Jimenez e Michael Steinberg (1992)
- FernGully - Le avventure di Zak e Crysta (FernGully: The Last Rainforest), regia di Bill Kroyer (1992) – voce
- Fuoco cammina con me (Twin Peaks: Fire Walk with Me), regia di David Lynch (1992)
- Chain of Desire, regia di Temístocles López (1992)
- Cowgirl - Il nuovo sesso (Even Cowgirls Get the Blues), regia di Gus Van Sant (1993)
- Stone Soup, regia di Mitchell Cohen (1993)
- The Crew, regia di Carl Colpaert (1994)
- Omicidio nel vuoto (Drop Zone), regia di John Badham (1994)
- The Last Laugh, regia di Robert Harders – cortometraggio (1994)
- Desert Winds, regia di Michael A. Nickles (1994)
- Darkly Noon - Passeggiata nel buio (The Passion of Darkly Noon), regia di Philip Ridley (1995)
- A Family Thing, regia di Richard Pearce (1996)
- Bastard Out of Carolina, regia di Anjelica Huston (1996)
- Seed, regia di Karin Thayer – cortometraggio (1996)
- George B., regia di Eric Lea (1997)
- Una sporca missione (Dead Men Can't Dance), regia di Stephen Milburn Anderson (1997)
- Sparkler, regia di Darren Stein (1997)
- Annie's Garden, regia di Anthony Barnao (1997)
- Psycho Sushi, regia di Lisa Haisha (1997)
- Armageddon - Giudizio finale (Armageddon), regia di Michael Bay (1998)
- Dante's View, regia di Steven A. Adelson (1998)
- Trash, regia di Mark Anthony Galluzzo (1999)
- L'orecchio dei Whit (A Texas Funeral), regia di W. Blake Herron (1999)
- Me and Will, regia di Melissa Behr e Sherrie Rose (1999)
- Puppy Love, regia di Sid Montz – cortometraggio (2000)
- Fuori in 60 secondi (Gone in Sixty Seconds), regia di Dominic Sena (2000)
- Home the Horror Story, regia di Temístocles López (2000)
- A Fate Foretold, regia di Rick Nahmias – cortometraggio (2000)
- Invasion X (They Crawl), regia di John Allardice (2001)
- R.S.V.P., regia di Mark Anthony Galluzzo (2002)
- No Good Deed - Inganni svelati (No Good Deed), regia di Bob Rafelson (2002)
- The Wind Effect, regia di Paul Todisco – cortometraggio (2003)
- Chrystal, regia di Ray McKinnon (2004)
- Sabine and the Two-Headed Baby, regia di David Seltzer – cortometraggio (2004)
- The Grudge, regia di Takashi Shimizu (2004)
- The Last Letter, regia di Russell Gannon (2004)
- Inland Empire - L'impero della mente (Inland Empire), regia di David Lynch (2006)
- Careless, regia di Peter Spears (2007)
- Licenza di matrimonio (License to Wed), regia di Ken Kwapis (2007)
- Alternate Endings, regia di Elisabeth Dietrich-Fry – cortometraggio (2007)
- Brothel, regia di Amy Waddell (2008)
- Bob Funk, regia di Craig Carlisle (2009)
- My Son, My Son, What Have Ye Done, regia di Werner Herzog (2009)
- Wrong Cops: Chapter 1, regia di Quentin  – cortometraggio (2012)
- Wrong Cops, regia di Quentin Dupieux (2013)
- Blind Malice, regia di Graham Streeter (2014)
- Twin Peaks: The Missing Pieces, regia di David Lynch (2014)
- The Judge, regia di David Dobkin (2014)
- The Makings of You, regia di Matt Amato (2014)
- Only Child, regia di Brian Pera (2015)
- Rosemont, regia di Daniel Petrie Jr. (2015)
- Polaroid, regia di Lars Klevberg (2019)
- Cryptozoo, regia di Dash Shaw (2021) – voce

### Televisione
- The Million Dollar Dixie Deliverance, regia di Russ Mayberry – film TV (1978)
- Disneyland – serie TV, episodi 24x11 (1978)
- Nashville detective (Concrete Cowboys), regia di Burt Kennedy – film TV (1979)
- La strada della libertà (Freedom Road), regia di Ján Kadár – film TV (1979)
- CBS Afternoon Playhouse – serie TV, episodi 2x08 (1980)
- Vai con amore (Blinded by the Light), regia di John A. Alonzo – film TV (1980)
- La valle dell'Eden (East of Eden) – miniserie TV, puntata 01 (1981)
- Cuore e batticuore (Hart to Hart) – serie TV, episodi 3x02 (1981)
- La ballata della sedia elettrica (The Executioner's Song), regia di Lawrence Schiller – film TV (1982)
- I predatori dell'idolo d'oro (Tales of the Gold Monkey) – serie TV, episodi 1x18 (1983)
- M.A.D.D.: Mothers Against Drunk Drivers, regia di William A. Graham – film TV (1983)
- New York New York (Cagney & Lacey) – serie TV, episodi 2x13-5x23 (1983-1986)
- Legmen – serie TV, episodi 1x01 (1984)
- Vita segreta di una madre (My Mother's Secret Life), regia di Robert Markowitz – film TV (1984)
- California (Knots Landing) – serie TV, episodi 5x25 (1984)
- Autopsia di un delitto (The Burning Bed), regia di Robert Greenwald – film TV (1984)
- Il profumo del successo (Paper Dolls) – serie TV, episodi 1x08 (1984)
- ABC Afterschool Specials – serie TV, episodi 13x07 (1985)
- Santa Barbara – soap opera, 17 puntate (1985)
- North Beach and Rawhide, regia di Harry Falk – film TV (1985)
- Cacciatori di ombre (Shadow Chasers) – serie TV, episodi 1x01 (1985)
- Hill Street giorno e notte (Hill Street Blues) – serie TV, episodi 6x13-6x14 (1986)
- Falcon Crest – serie TV, episodi 6x15-6x16 (1987)
- Un corpo da gestire (Mistress), regia di Michael Tuchner – film TV (1987)
- Vietnam morte Orange (My Father, My Son), regia di Jeff Bleckner – film TV (1988)
- Fotogrammi di guerra (Shooter), regia di Gary Nelson – film TV (1988)
- The Bronx Zoo – serie TV, episodi 2x06 (1988)
- Il cane di papà (Empty Nest) – serie TV, episodi 1x01-7x21-7x22 (1988; 1995)
- Il tempo di vivere (The Ryan White Story), regia di John Herzfeld – film TV (1989)
- Crimini misteriosi (Unsub) – serie TV, episodi 1x01 (1989)
- A Deadly Silence, regia di John Patterson – film TV (1989)
- Moonlighting – serie TV, episodi 5x11 (1989)
- I segreti di Twin Peaks (Twin Peaks) – serie TV, 13 episodi (1990-1991)
- People Like Us, regia di William Hale – film TV (1990)
- I racconti della cripta (Tales from the Crypt) – serie TV, episodi 2x18 (1990)
- Hometown Boy Makes Good, regia di David Burton Morris – film TV (1990)
- Donne dentro: storie dal carcere 8 (Prison Stories: Women on the Inside), regia di Donna Deitch, Joan Micklin Silver e Penelope Spheeris – film TV (1991)
- Blood Ties - Legami di sangue (Blood Ties), regia di Jim McBride – film TV (1991)
- Intimità mortale (Intimate Stranger), regia di Allan Holzman – film TV (1991)
- Freshman Dorm – serie TV, episodi 1x01 (1992)
- Una vita di segreti e bugie (A House of Secrets and Lies), regia di Paul Schneider – film TV (1992)
- Legami d'amore (Bonds of Love), regia di Larry Elikann – film TV (1993)
- Miracolo a Clements Pond (Miracle Child), regia di Michael Pressman – film TV (1993)
- Gli omicidi della vedova nera: la storia di Blanche Taylor Moore (Black Widow Murders: The Blanche Taylor Moore Story), regia di Alan Metzger – film TV (1993)
- Banner Times, regia di Lee Shallat Chemel – film TV (1993)
- Double Deception, regia di Jan Egleson – film TV (1993)
- Seinfeld – serie TV, 5 episodi (1992-1998)
- Sirens – serie TV, episodi 1x12 (1993)
- Angel Falls – serie TV, episodio 1x06 (1993)
- Lifestories: Families in Crisis – serie TV, episodi 1x09 (1994)
- Children of the Dust, regia di David Greene – miniserie TV (1995)
- Sotto inchiesta (Under Suspicion) – serie TV, episodi 1x15-1x18 (1995)
- Screen Two – serie TV, episodi 1x04 (1995)
- Fallen Angels – serie TV, episodi 2x06-2x08 (1995)
- NYPD - New York Police Department (NYPD Blue) – serie TV, episodi 2x20-4x14 (1995-1997)
- Tre angeli all'inferno (A Promise to Carolyn), regia di Jerry London – film TV (1996)
- Papà Noè (Second Noah) – serie TV, episodi 1x04 (1996)
- L'assassino è alla porta (Murder at My Door), regia di Eric Till – film TV (1996)
- The Burning Zone – serie TV, episodi 1x07 (1996)
- High Incident – serie TV, episodi 2x19 (1997)
- Over the Top – serie TV, episodi 1x10 (1997)
- Il figlio del Male (The Devil's Child), regia di Bobby Roth – film TV (1997)
- Dharma & Greg – serie TV, episodi 2x02 (1998)
- Houdini, regia di Pen Densham – film TV (1998)
- Profiler - Intuizioni mortali (Profiler) – serie TV, episodi 3x05 (1998)
- The King of Queens – serie TV, episodi 1x16 (1999)
- Jesse – serie TV, episodi 2x14 (2000)
- West Wing - Tutti gli uomini del Presidente (The West Wing) – serie TV, episodio 2x02 (2000)
- Glow - La casa del mistero (The Glow), regia di Craig R. Baxley – film TV (2002)
- The Guardian – serie TV, episodi 2x03 (2002)
- John Doe – serie TV, 6 episodi (2002-2003)
- Streghe (Charmed) – serie TV, episodi 5x16-5x20 (2003)
- Medium – serie TV, episodi 1x10 (2005)
- Big Love – serie TV, 44 episodi (2006-2011)
- The Killing – serie TV, episodi 3x02-3x04-3x05 (2013)
- Ray Donovan – serie TV, 6 episodi (2015)
- Outcast – serie TV, 4 episodi (2016)
- Santa Clarita Diet – serie TV, episodi 1x05-1x10 (2017)
- Twin Peaks – serie TV, 6 episodi (2017)
- L'alienista (The Alienist) – serie TV, 4 episodi (2018)
- Ballers – serie TV, episodi 4x03-4x05 (2018)
- Hot Streets – serie animata, episodio 2x03 (2019) – voce

## Doppiatrici italiane
Nelle versioni in italiano delle opere in cui ha recitato, Grace Zabriskie è stata doppiata da:
- Aurora Cancian in Omicidio nel vuoto, Streghe
- Paila Pavese in Fuori in 60 secondi, The Judge
- Paola Giannetti Fuoco cammina con me, Polaroid
- Ada Maria Serra Zanetti in Ufficiale e gentiluomo, L'alienista
- Stefania Romagnoli in Big Love, The Killing
- Mirella Pace in Assassino senza colpa
- Paola Piccinato in Big Easy - Brivido seducente
- Daniela Nobili in La bambola assassina 2
- Manuela Andrei in I segreti di Twin Peaks
- Silvana Sodo in Pomodori verdi fritti alla fermata del treno
- Marzia Ubaldi in Una vita di segreti e bugie
- Vanna Busoni in Profiler - Intuizioni mortali
- Miranda Bonansea in No Good Deed - Inganni svelati
- Cristina Grado in The Grudge
- Maria Pia Di Meo in Inland Empire - L'impero della mente
- Emanuela Fallini in Licenza di matrimonio
- Doriana Chierici in My Son, My Son, What Have Ye Done
- Rita Savagnone in Ray Donovan
- Chiara Salerno in Outcast
- Ludovica Modugno in Twin Peaks (2017)

Da doppiatrice è stata sostituita da:
- Germana Dominici in FernGully - Le avventure di Zak e Crysta